# Parc national El Cimatario
Le parc national El Cimatario (espagnol : Parque nacional El Cimatario) est un parc national du Mexique située au Querétaro. Il a été créé en 1982 et a une superficie de 24 km2. Il est administré par la Comisión Nacional de Áreas Naturales Protegidas et du gouvernement du Querétaro.